# ماريا جوليا كونفالونيري
ماريا جوليا كونفالونيري (بالإيطالية: Maria Giulia Confalonieri)‏ (و. عام 1993م)، دراجة إيطالية.

## التصنيف
| السنة     | 2013 | 2014 | 2015 | 2016 | 2017 | 2018 | 2019 | 2020 | 2021 | 2022 | 2023 | 2024 |
| --------- | ---- | ---- | ---- | ---- | ---- | ---- | ---- | ---- | ---- | ---- | ---- | ---- |
| تصنيف UCI | 313  | 108  | 73   | 34   | 31   | 25   | 76   | 55   | 67   | 42   | 69   | 56   |
| العالم    |      |      |      | 13   | 39   | 32   | 41   | 45   | 99   | 42   | 63   | 41   |
|           |      |      |      |      |      |      |      |      |      |      |      |      |
| مصدر: UCI |      |      |      |      |      |      |      |      |      |      |      |      |

## سجل الفوز

### سباقات أو مراحل فاز بها
| التاريخ        | السباق                                                           | المركز                                         |
| -------------- | ---------------------------------------------------------------- | ---------------------------------------------- |
| 25 أبريل 2012  | 2012 Gran Premio della Liberazione - women's race                |                                                |
| 13 مارس 2014   | درينتشت آخت فان ويسترفيلد 2014                                   | العاشر في التصنيف العام                        |
| 27 أبريل 2014  | Dwars door de Westhoek 2014                                      | الثامن في التصنيف العام                        |
| 01 يونيو 2014  | 2014 Auensteiner-Radsporttage                                    | التاسع في التصنيف العام                        |
| 29 يونيو 2014  | سباق الطريق للسيدات في بطولة إيطاليا 2014                        |                                                |
| 17 أغسطس 2014  | طواف النرويج للسيدات 2014                                        | السابع في تصنيف أفضل شاب                       |
| 26 أبريل 2015  | Dwars door de Westhoek 2015                                      | السادس في التصنيف العام                        |
| 31 مايو 2015   | Winston-Salem Cycling Classic Women 2015                         | التاسع في التصنيف العام                        |
| 07 يونيو 2015  | دراجات فيلادلفيا الكلاسيكية 2015                                 | التاسع في التصنيف العام                        |
| 21 يونيو 2015  | طواف النساء 2015                                                 | العاشر في التصنيف العام                        |
| 26 يوليو 2015  | سباق لو تور دو فرانس 2015                                        | الثالث في تصنيف أفضل شاب                       |
| 01 يناير 2018  | 2018 UEC European Track Championships – women's points race      |                                                |
| 25 أبريل 2018  | 2018 Gran Premio della Liberazione - women's race                |                                                |
| 09 سبتمبر 2018 | 2018 Giro della Toscana Int. Femminile – Memorial Michela Fanini | الأول في تصنيف النقاط، الثاني في التصنيف العام |
| 01 يناير 2019  | 2019 UEC European Track Championships – women's points race      |                                                |
| 25 أبريل 2022  | 2022 Gran Premio della Liberazione - women's race                |                                                |
| 17 سبتمبر 2022 | 2022 Tour de la Semois                                           | الفائز في التصنيف العام                        |
| 28 فبراير 2023 | لي سامين ديس دامس 2023                                           |                                                |

## روابط خارجية
- ماريا جوليا كونفالونيري على موقع الاتحاد الدولي للدراجات (الإنجليزية)
- ماريا جوليا كونفالونيري على موقع أرشيف الدراجات (الإنجليزية)
- ماريا جوليا كونفالونيري على موقع إحصائيات الدراجات الإحترافية (الإنجليزية)
- ماريا جوليا كونفالونيري على موقع CycleBase (الإنجليزية)